# Petawawa Airport
Petawawa Airport (franska: Aéroport de Petawawa) är en flygplats i Kanada.   Den ligger i countyt Renfrew County och provinsen Ontario, i den sydöstra delen av landet, 140 km väster om huvudstaden Ottawa. Petawawa Airport ligger 130 meter över havet. Den ligger vid sjöarna  Bostwick Lake och Clement Lake.
Terrängen runt Petawawa Airport är huvudsakligen platt, men norrut är den kuperad. Närmaste större samhälle är Petawawa, 7,1 km söder om Petawawa Airport. 
I omgivningarna runt Petawawa Airport växer i huvudsak blandskog. Runt Petawawa Airport är det mycket glesbefolkat, med 4 invånare per kvadratkilometer.